# Engyō-ji

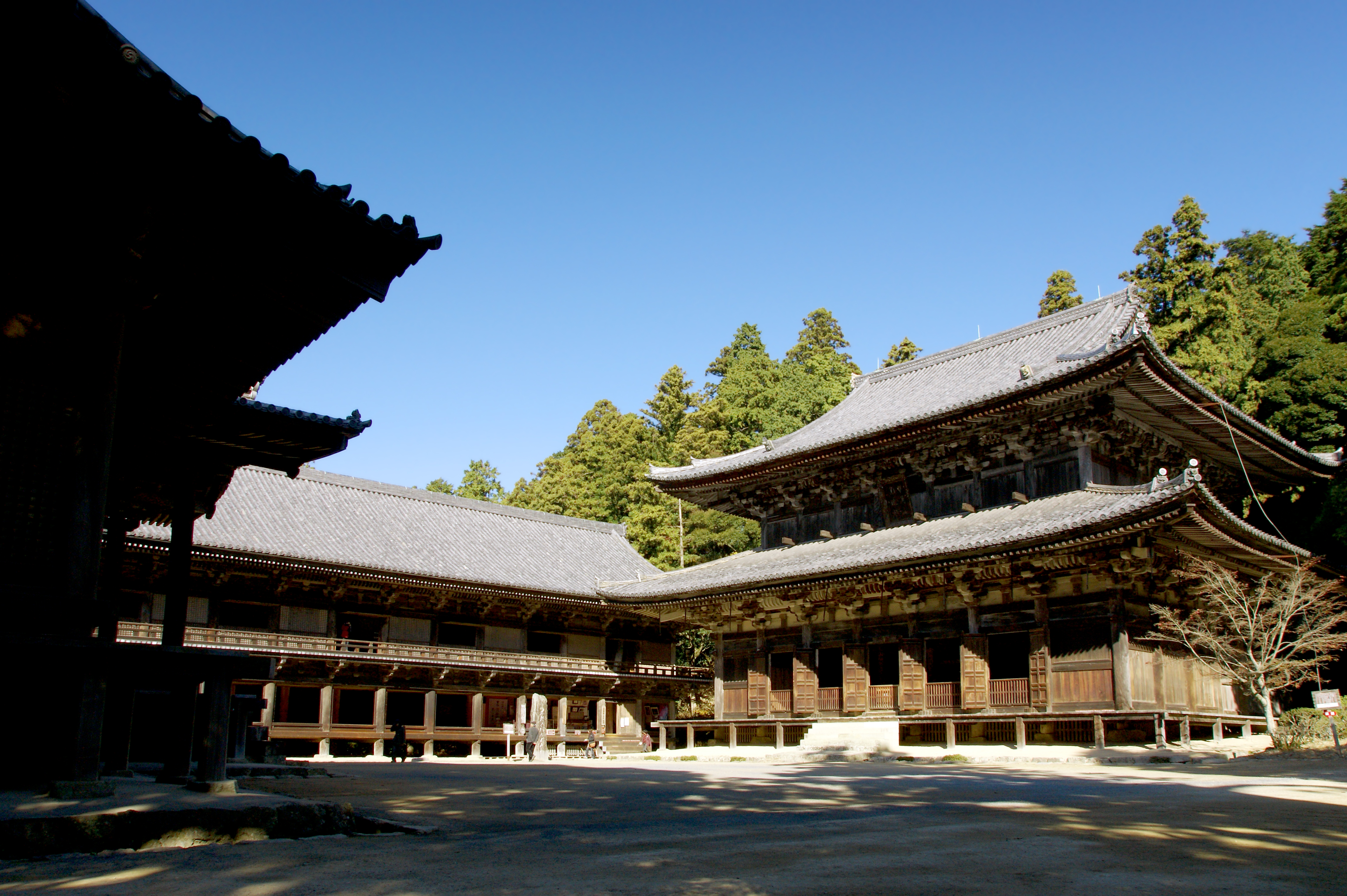
Un des principaux bâtiments du complexe de temples Shoshazan Engyō-ji.

Le Shoshazan Engyō-ji (書寫山圓教寺) est un temple bouddhiste de la secte Tendai situé à Himeji, dans la préfecture de Hyōgo au Japon. Il a été fondé en 966 par Shoku Shonin.
L'ensemble des bâtiments se trouve au sommet du mont Shosha (ja), accessible par le téléporté du mont Shosha (en). Il est visité par de nombreux pèlerins.
Ce temple est le 27e sur la route du pèlerinage de Kansai Kannon.

## Au cinéma
Des scènes du Dernier Samouraï (2003) y ont été tournées ainsi que du film The Assassin (2015).

## Bâtiments
- Daikōdō : bien culturel important du Japon ; reconstruit durant l'époque Muromachi.
- Jōgyōdō : bien culturel important du Japon ; reconstruit durant l'époque Muromachi.
- Jikidō : bien culturel important du Japon ; reconstruit durant l'époque Muromachi.
- Shōrō : bien culturel important du Japon ; reconstruit durant l'époque de Kamakura.
- Kongodō : bien culturel important du Japon ; reconstruit durant l'époque Muromachi.
- Gohōdō : bien culturel important du Japon ; reconstruit en 1559.
- Gohōdō haiden : reconstruit en 1589.
- Maniden : reconstruit en 1933.
- Yakushidō
- Daikokudō
- Hokkedō
- Kaizandō : reconstruit à l'époque d'Edo.
- Fudōdō
- Gyōjadō
- Monjudō
- Bentendō
- Juryōin : bien culturel important du Japon.
- Jumyōin
- Myōkōin
- Zuikōin
- Sengakuin
- Jujiin

## Galerie d'images

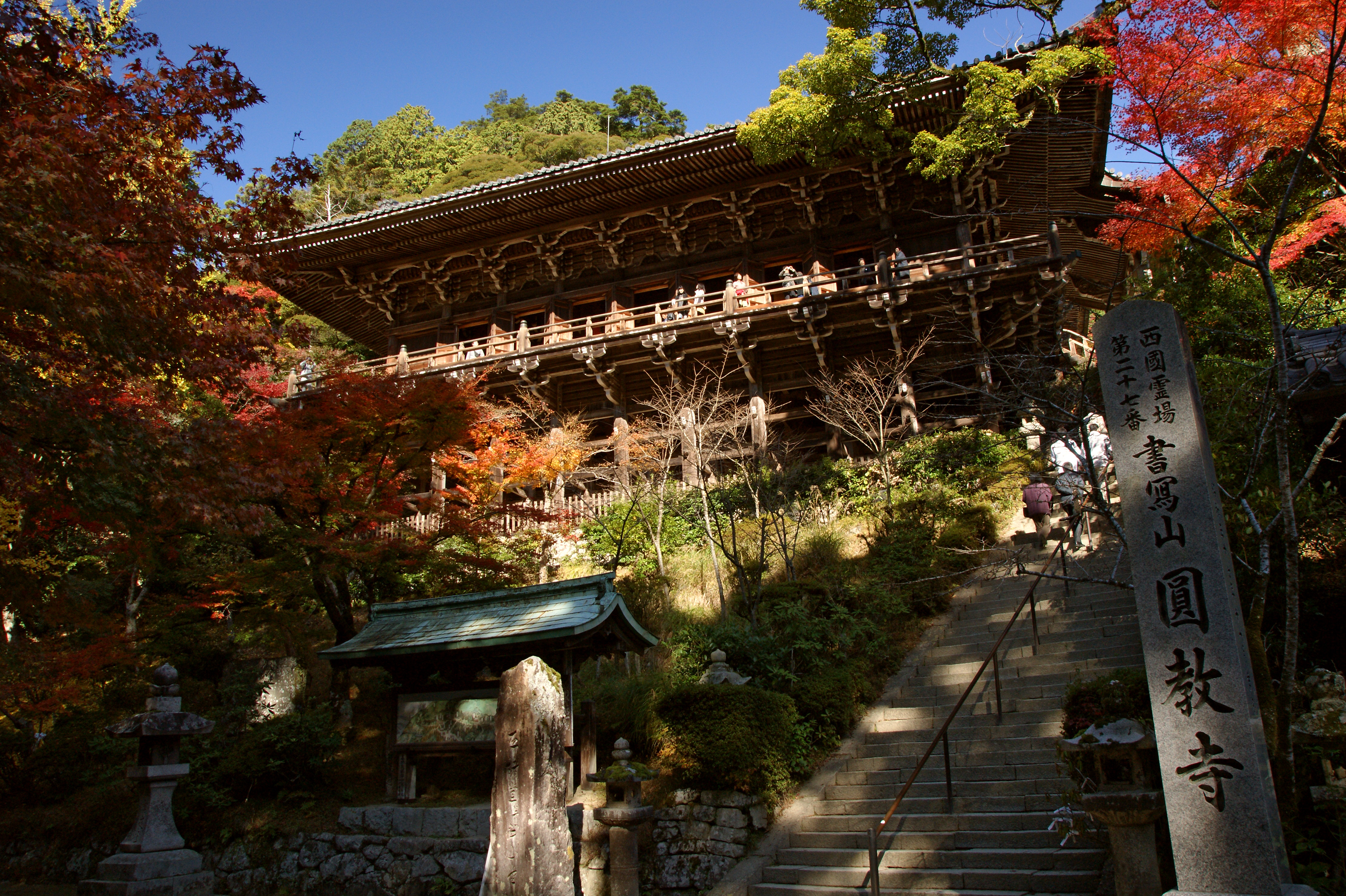
Maniden.
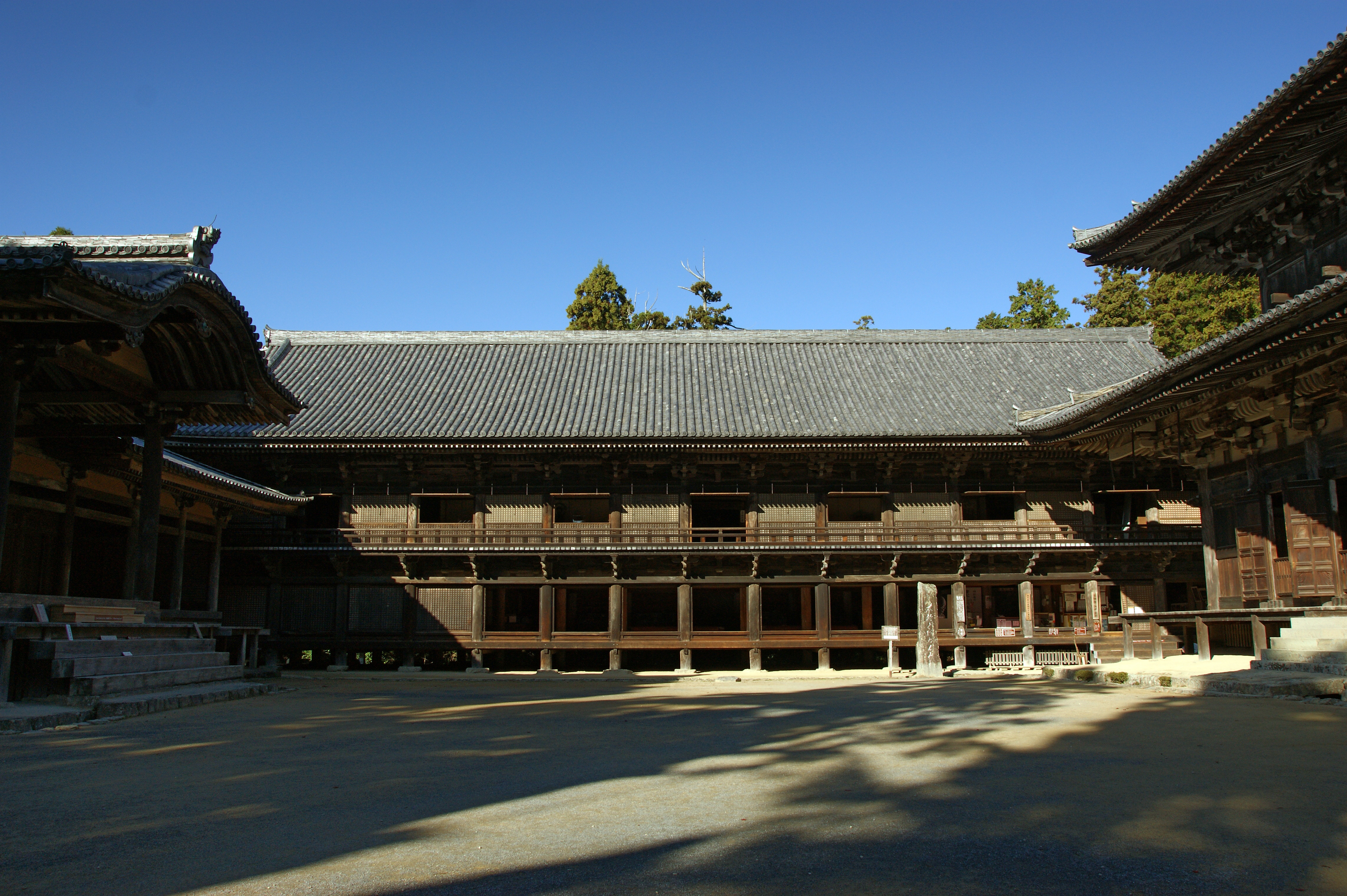
Jikidō.
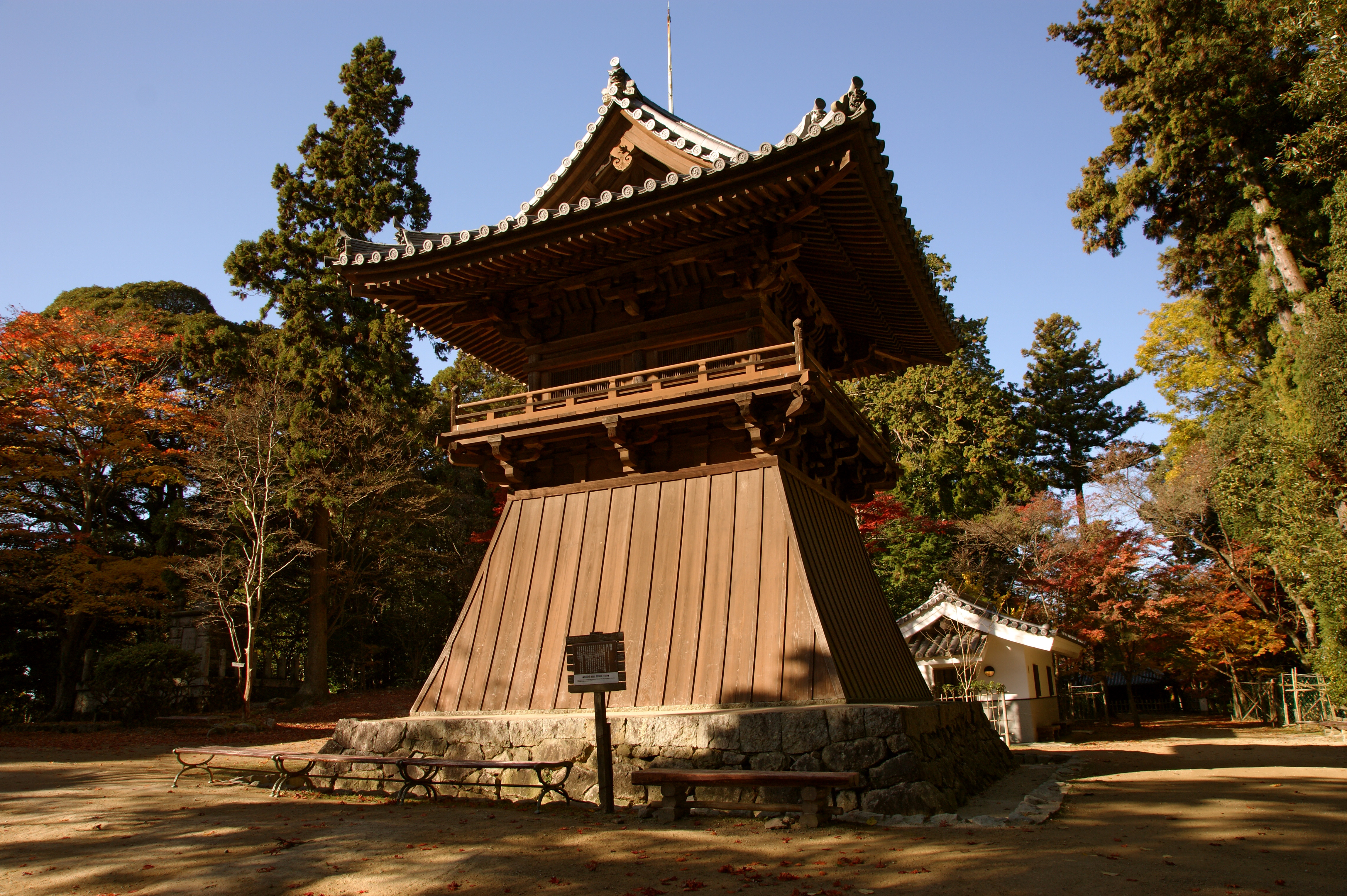
Shōrō.
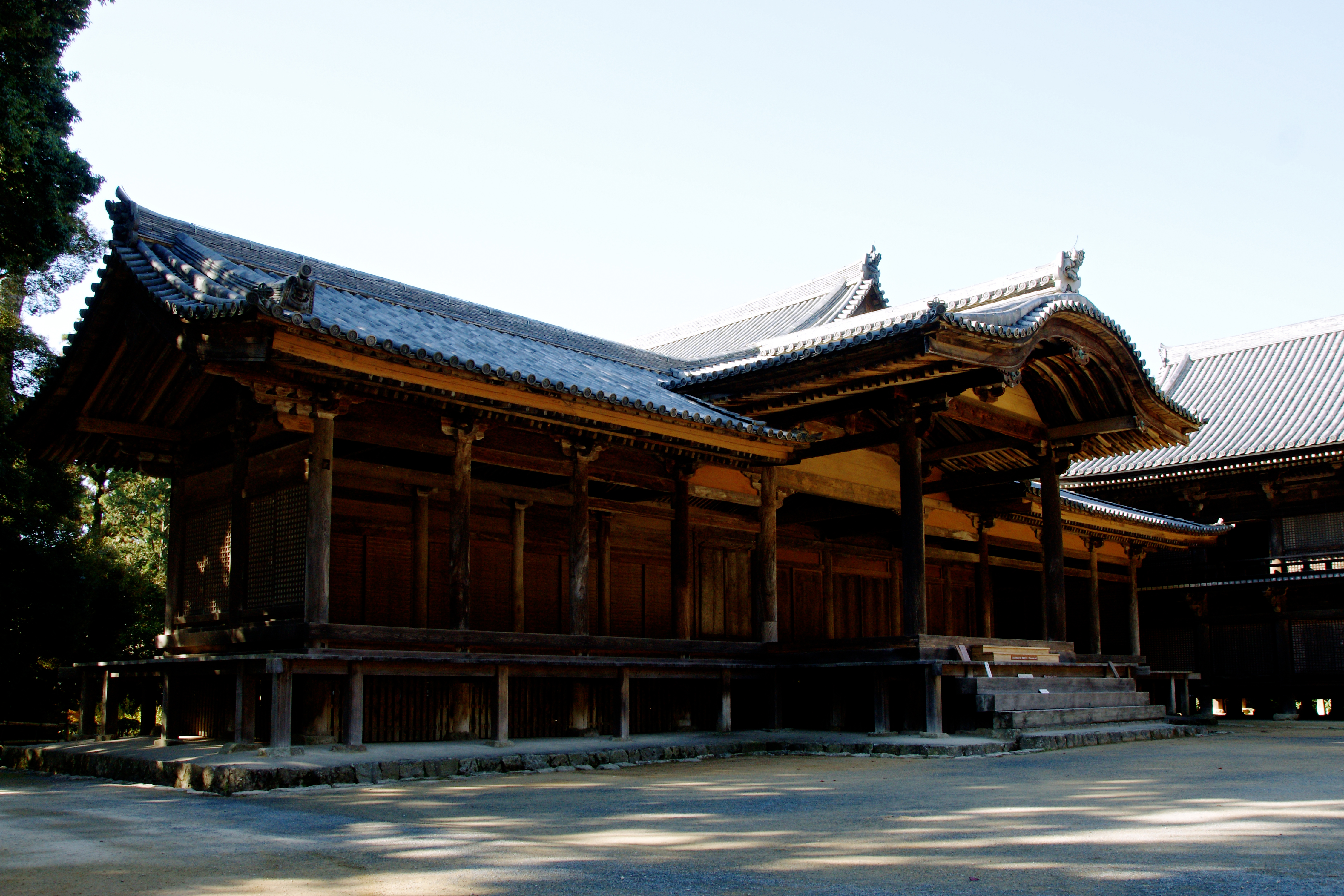
Jyōgyōdō.
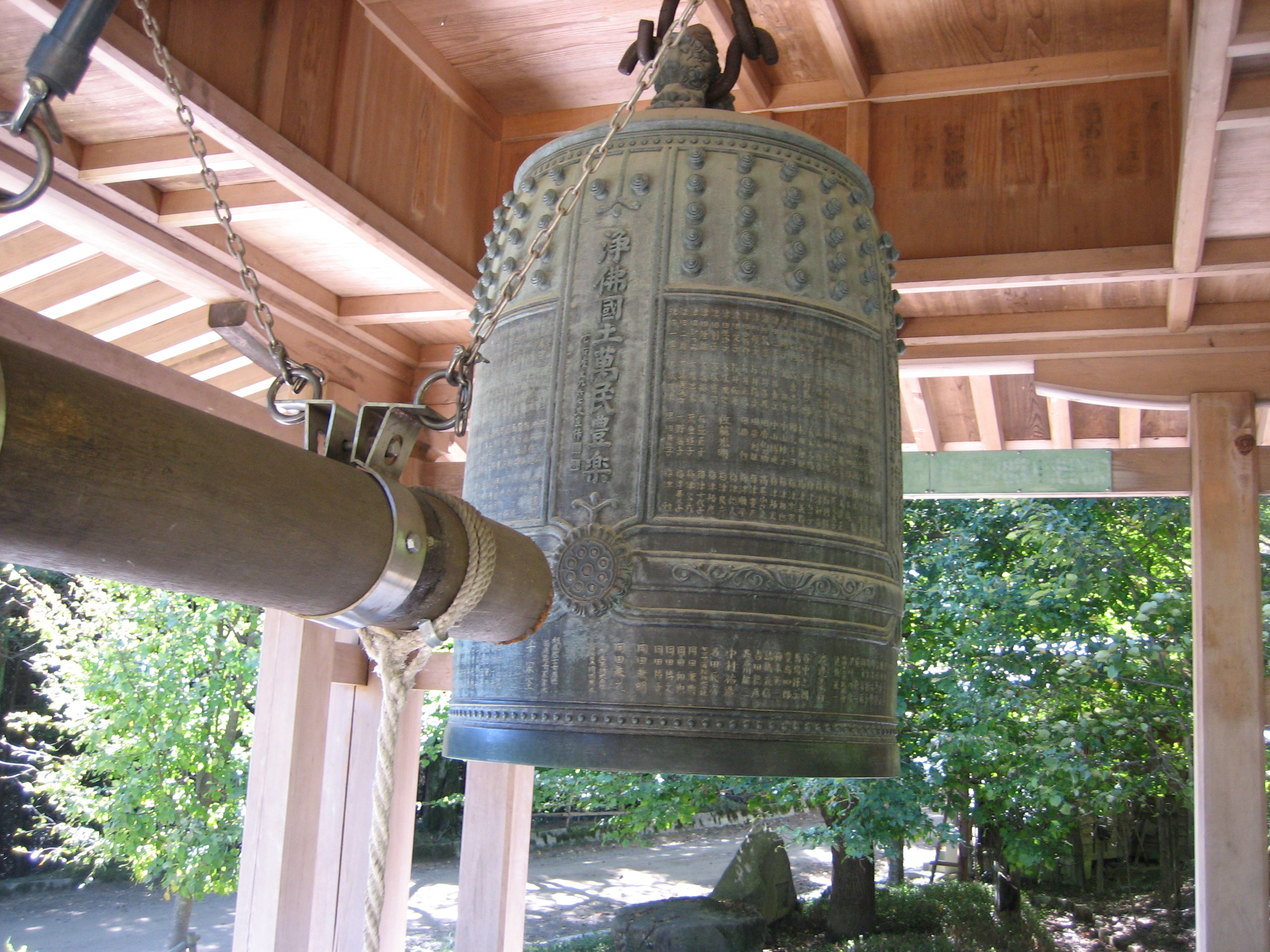
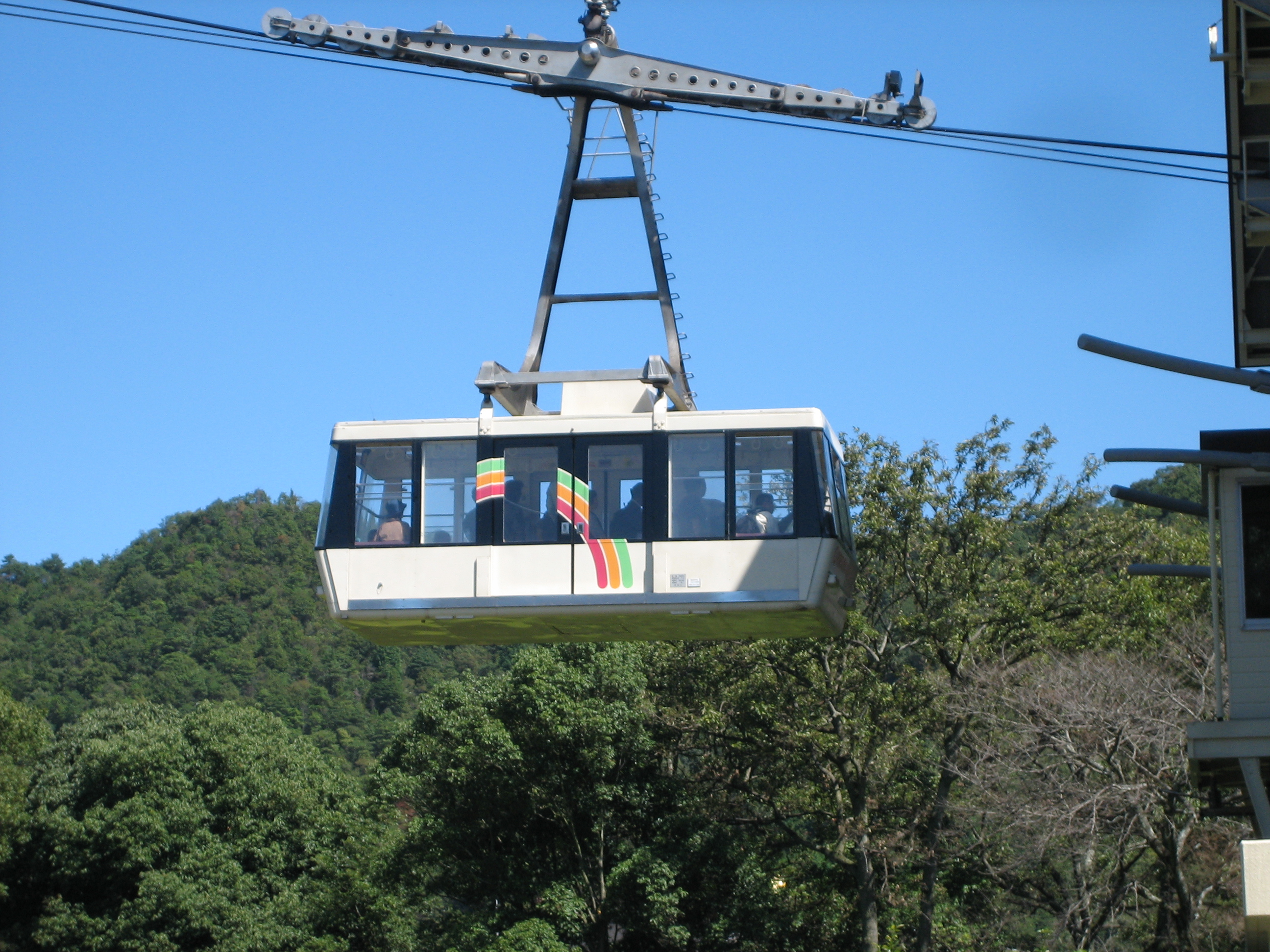
Téléporté